# Canberra Knights
Die Canberra Knights waren ein semi-professioneller australischer Eishockeyclub aus Canberra, der 1981 gegründet wurde und bis 2013 in der Australian Ice Hockey League spielte.

## Geschichte
Im Jahr 1981 wurden die Canberra Knights von ehemaligen Eishockeyspielern gegründet, nachdem das Phillip Swimming & Ice Skating Centre ein Jahr zuvor eröffnet wurde. Die Canberra Knights waren 1982 eines der Gründungsmitglieder der New South Wales Superleague, in der sie mit Unterbrechungen bis zu ihrer Auflösung spielten. Das Team aus der Hauptstadt schloss sich 1994 der East Coast Super League an, die sie 1998 zum ersten und einzigen Mal gewinnen konnten.
Zusammen mit den Sydney Bears und Adelaide Avalanche gründeten die Knights 2000 die Australian Ice Hockey League. Seit der Liga-Erweiterung 2002 beendeten die Knights die Saison meist als eines der schlechtesten Teams in der Tabelle. Nach der Spielzeit 2013 stellten die Knights aus finanziellen Gründen den Spielbetrieb ein und wurden ab 2014 durch CBR Brave aus dem Vorort Phillip ersetzt.

## Stadion
Die Heimspiele der Canberra Knights wurden im Phillip Swimming & Ice Skating Centre in Canberra ausgetragen.

## Erfolge
- Meister "East Coast Super League" 1998